# Сенегальська операція
Дакарська або Сенегальська операція (кодова назва операції «Загроза»; (англ. Operation Menace)) — стратегічна військова операція збройних сил Великої Британії, Австралії та «Вільної Франції» проведена 23-25 вересня 1940 року проти військ вішістської Франції з метою висадки в Дакарі Шарля де Голля.

## Події, що передували операції
У червні 1940 року союзники зазнали поразки у Франції. Північна її частина була окупована Німеччиною, в південній утворилося профашистський уряд Петена, який мав штаб квартиру в Віші.
Черчилль зажадав, щоб англійський флот напав на французькі військово-морські бази в Північній Африці і вивів з ладу французькі кораблі. Незважаючи на протести командувача Середземноморським флотом адмірала Ендрю Каннінгема, цей наказ був виконаний. В алжирському порту Мерс-ель-Кебір 3 липня відбулася битва, в ході якої кілька французьких кораблів були знищені, 1300 моряків загинули. В інших місцях стоянок французького флоту до бою справа не дійшла, екіпажі добровільно дозволили себе роззброїти. Сьогодні більшість істориків не бачать сенсу в цьому наказі Черчилля, тоді ж він лише привів до активізації антианглійських настроїв серед французів.

## Хід операції

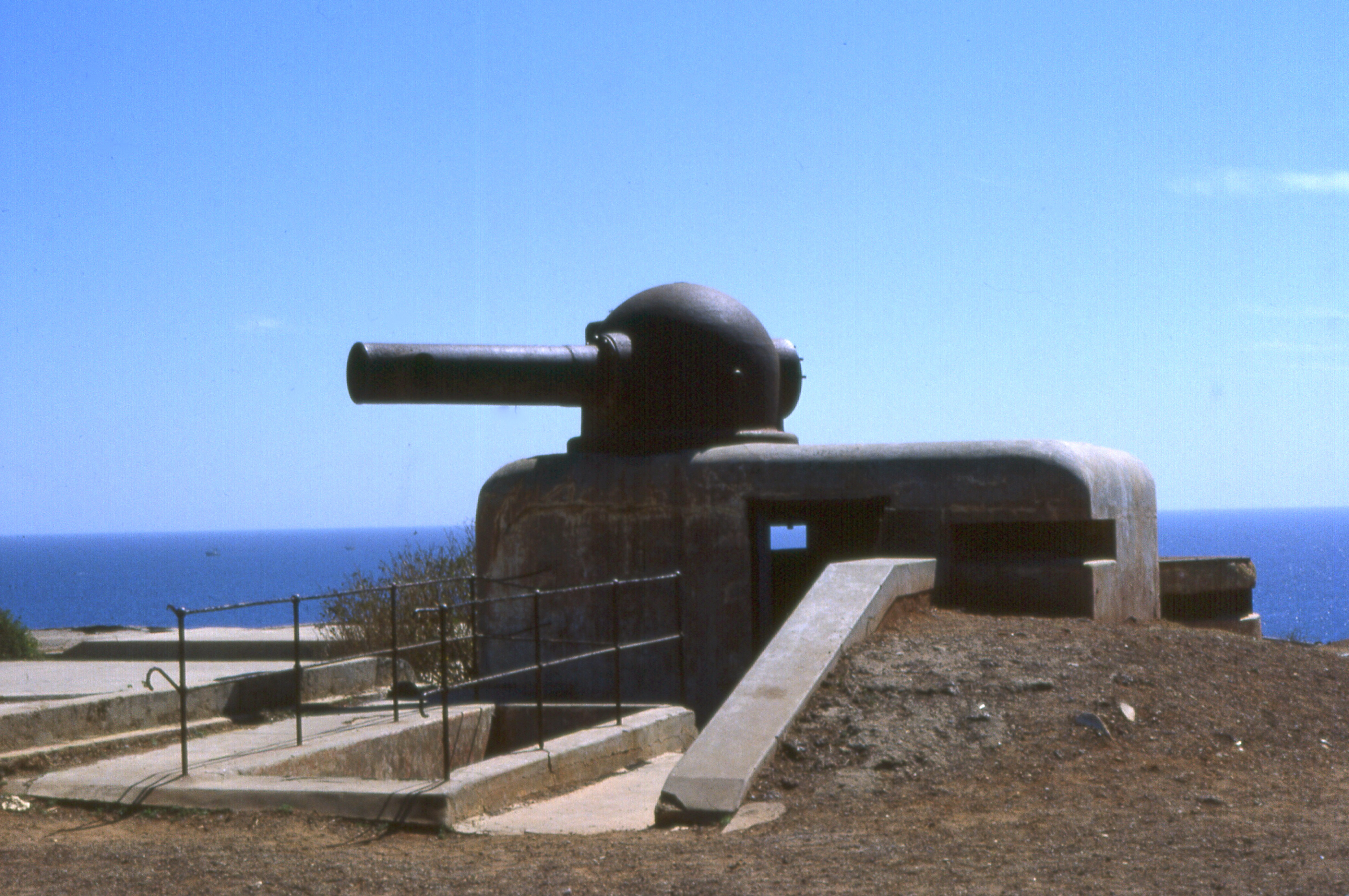
Далекомір французької 240-мм берегової батареї на острові Горе, Дакар

Британське керівництво вирішило у вересні провести десантну операцію у французькій колонії Дакар. Метою операції була доставка на берег Шарля де Голля, який став за кілька днів до капітуляції Франції заступником міністра оборони і не визнав перемир'я з Німеччиною.
За підтримки британської влади була створена організація, що отримала назву «Вільна Франція». Передбачалося, що жителі французької колонії перейдуть на сторону де Голля, повставши проти уряду Петена. Однак нічого подібного не сталося. Коли 23 вересня англійські кораблі з'явилися поблизу Дакара, їх очікував суворий прийом. Висаджені в місті парламентарі були заарештовані, а по англійських кораблях з берега був відкритий вогонь.
На наступний день розгорівся бій, в ході якого англійський лінкор «Барем» був пошкоджений снарядами від берегових батарей, а «Резолюшн» торпедований французьким підводним човном.

## Наслідки
Англійська ескадра змушена була покинути Дакар, не досягнувши поставленої мети.